# Alexander Prior
Alexander Prior (* 5. Oktober 1992 in London) ist ein britischer Komponist und Dirigent russischer Herkunft.

## Biografie
Prior stammt von einem britischen Vater und einer russischen Mutter ab und ist über letztere ein direkter Nachkomme von Konstantin Stanislawski. Er begann im Alter von acht Jahren mit der Komposition von Musik und hat mehr als 40 Werke, darunter eine Oper, ein Ballett, Konzerte und Chormusik geschaffen.
Er schrieb sich am Royal College of Music ein und mit 13 Jahren am Konservatorium Sankt Petersburg, wo er Komposition bei Boris Tischtschenko und Dirigieren bei Alexander Wassiljewitsch Alexejew studierte.
Prior hat mit Orchestern und Ensembles wie dem Royal Philharmonic Orchestra, dem New Opera Orchestra, der Northern Sinfonia und dem Endymion Ensemble zusammengearbeitet. Sein Klavierkonzert Nr. 1 wurde beim V. Internationalen Klavierfestival in St. Petersburg uraufgeführt und sein Ballett Mowgli (basierend auf Rudyard Kiplings Das Dschungelbuch) wurde von Wladimir Wassiljew in Auftrag gegeben und 2008 im Kreml-Theater uraufgeführt. 2007 gab er sein Debüt in England und leitete das National Symphony Orchestra im Barbican Centre.
Ab 2010 war er stellvertretender Dirigent des Seattle Symphony Orchestra und dirigierte am Tanglewood Music Center sowie beim New World Symphony in Miami Beach.
2017 bis 2022 wirkte er als Chefdirigent des Edmonton Symphony Orchestra. Von Herbst 2022 bis Winter 2023 war Prior am Theater Erfurt zunächst als Generalmusikdirektor tätig und anschließend – unter Abzug der administrativen Aufgaben – als Chefdirigent. Im Dezember 2023 wurde er dort von Generalintendant Guy Montavon entlassen. Berichtet wurde über die angeblich ungenügende Anwesenheit in Erfurt und ein zerrüttetes Verhältnis mit dem Orchester. Das Theater hingegen schrieb: „Das Theater Erfurt akzeptiert den Wunsch von Alexander Prior, bedauert aber dennoch seine Entscheidung.“ Kurz nach Priors Weggang wurden indes Vorwürfe von internem Machtmissbrauch und Übergriffen am Theater durch die Verwaltungsdirektion und Generalintendanten Guy Montavon öffentlich bekannt, die zu dessen sofortiger Beurlaubung durch die Stadt Erfurt führten.

## Kompositionen (Auswahl)

### Konzerte
- Drei Klavierkonzerte: St. Petersburg, Dances of the North und No. 3
- Velesslavitsa. Konzert für vier Solisten und Orchester
- That which must forever remain unspoken. Triplekonzerte für Klavier, Violine und Cello
- Horizons. An American Crescendo for Four Soloists and Orchestra. Gewidmet John Adams.

### Symphonien
- Nr. 1 Karelian
- Nr. 2
- Nr. 3 Northern
- Nr. 4 Gogol

### Opern
- The Desert. Basierend auf Märchen von Alexander Puschkin

### Ballette
- Mowgli

### Chorwerke
- All Night Vigil
- Sounds of the Homeland
- At the Northfür SATB-Chor nach Ivan Bunins Dichtung

### Klavierwerke
- 10 preludes
- Evenings on the Farm near Dikanka